# Polifilms
La Polifilms è stata una casa di produzione cinematografica italiana attiva ai tempi del muto.

## Storia
Fu fondata nel 1912 a Napoli dal cav. Giuseppe Di Luggo come De Luggo & C. società di distribuzione cinematografica. Nel 1914 assieme al socio Guglielmo Torelli, Di Luggo trasformò la sua ditta in una manifattura cinematografica denominata Napoli Film, con sede e teatro di posa in via Cimarosa al Vomero.
Furono scelti come direttori artistici Oreste Gherardini e Alberto Carlo Lolli. Per ciò che riguardava il cast artistico vennero scritturati attori teatrali in prevalenza napoletani come Peppino Calletti, Bianchina De Crescenzo, Salvatore Papa (già alla Milano Films), Guido Trento, il futuro regista Mario Volpe (che debuttò nel 1914 in Le avventure di un giornalista di Aldo Molinari) e molti altri. Alla Napoli Film iniziò la propria carriera di operatore il romano Alfredo Lenci.
Inizialmente le produzioni della Napoli non ebbero particolare rilevanza, se non a partire dal 1915 con il film La fiammata di Ignazio Lupi. In quello stesso anno, nel mese di gennaio, la ditta mutò ragione sociale prima in SAIC (Società Anonima Industrie Cinematografiche) con capitale sociale di 700.000 lire, e quattro mesi più tardi in Polifilms.
La nuova società puntò su personalità di spicco come il regista Giulio Antamoro a cui venne affidato il ruolo di direttore generale e che fu anche membro del consiglio di amministrazione. Buona parte del cast artistico venne riconfermato, e successivamente vennero scritturati il regista Eduardo Bencivenga, gli attori Goffredo D'Andrea, Giovanni Grasso, Enrico Roma e altri, le attrici Mary Corwyn, Tilde Kassay e Leda Gys, che della casa divenne la «prima attrice».
Le produzioni della Polifilms inizialmente si concentrarono su pellicole di stampo "patriottico" e che ebbero un notevole successo di pubblico come Alla bajonetta!, Guerra redentrice, Savoia, urrah! e Vette del Trentino, tutti diretti da Bencivenga, girati e usciti nel periodo successivo all'ingresso dell'Italia nella Grande Guerra. Successivamente furono girati drammi contemporanei e letterari come Freccia d'oro (1916), I novanta giorni (1916), Il canto dell'agonia (1916), Il lupo (1917), Una peccatrice (1918) e Sole (1918).
Nel 1918, la Polifilms, in gravi difficoltà economiche e a rischio fallimento venne rilevata e assorbita assieme allo stabilimento dal distributore cinematografico Gustavo Lombardo, amico personale del Di Luggo, che la trasformò in Lombardo Film.